# Louis Figuier

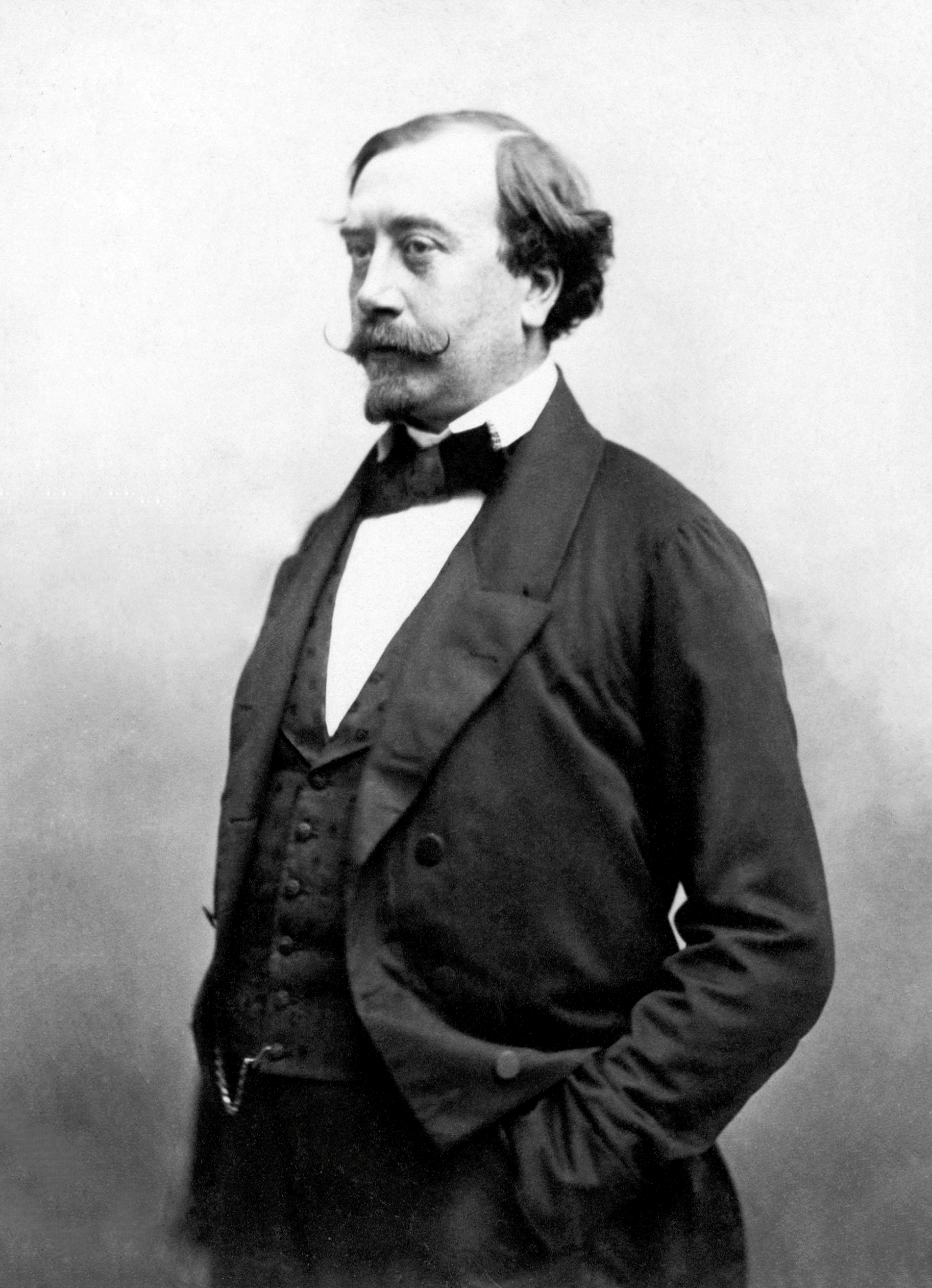
Louis Figuier, fotografiert von Nadar

Louis Figuier (* 15. Februar 1819 in Montpellier; † 8. November 1894 in Paris) war ein französischer Schriftsteller und Populärwissenschaftler.
Louis Figuier galt als der produktivste populärwissenschaftliche Autor seines Landes im 19. Jahrhundert und er war bekannt für die Anzahl und Qualität der Zeitschriftenartikel und Bücher, die er zwischen 1848 und 1894 veröffentlichte. Nachdem er mit einer vielversprechenden wissenschaftlichen Karriere in der Pharmazie, Chemie und Physik begonnen hatte, endete diese mit seiner Auseinandersetzung mit Claude Bernard im Jahr 1854. Nach diesem Misserfolg widmete er sich vollständig dem populärwissenschaftlichen Schreiben und erfand sogar ein wissenschaftliches Theater, das jedoch nicht den erhofften Erfolg hatte.

## Wissenschaftliche Karriere
Louis Figuier stammte aus einer Familie von Wissenschaftlern. Sein Vater, Jean Figuier, war Apotheker in Montpellier, und sein Onkel Pierre-Oscar Figuier hatte die bleichende Kraft verkohlter Knochen entdeckt und angewandt. Seine Mutter war Magdelaine Figuier geb. Gougan. Figuier schloss sein Pharmaziestudium ab und wurde 1841 zum Doktor der Medizin promoviert. 1844 trat er in das Chemielabor der Sorbonne ein, das von Antoine-Jérôme Balard, der wie er aus Montpellier stammte, geleitet wurde.
1846 wurde er zum Assistenzprofessor an der Apothekerschule in Montpellier ernannt, wo er eine Dissertation in Chemie über die Dosierung von Brom und eine weitere in Physik über die Wirkung von Licht auf einige eindrucksvolle Substanzen vorlegte. Nach seiner Habilitation an der École de pharmacie de Paris im Jahr 1853 unterrichtete er dort Chemie. Dort führte er eine Reihe von physiologischen Experimenten durch, um zu beweisen, dass die Rolle der Leber im Körper darin besteht, den im Blut vorhandenen Zucker zu kondensieren, im Gegensatz zu den Arbeiten von Claude Bernard, der das spontane Vorhandensein von Zucker bestritt.
Dieser wissenschaftliche Streit wurde zu Figuiers Nachteil entschieden. Auf Anraten von François Arago gab er seine wissenschaftliche Karriere auf, um sich seinem populärwissenschaftlichen Werk zu widmen, das er bereits in den Jahren zuvor weitgehend begonnen hatte.

## Populärwissenschaftliches Werk
Figuier, der bereits durch zahlreiche Berichte bekannt war, die er von 1847 bis 1854 in den Annales des sciences und dem Journal de pharmacie veröffentlichte, sowie durch seine Artikel in der Revue des Deux Mondes, der La Revue scientifique und den Annales des sciences, löste 1855 Victor Meunier als Redakteur des wissenschaftlichen Feuilletons der Tageszeitung La Presse ab. Seine Artikel wurden bis 1878 wöchentlich publiziert. Ab 1856 nutzte der Figuier einen Teil dieser Kolumne, um die L’Année scientifique et industrielle ou Exposé annuel des travaux herauszugeben. Diese genaue Bestandsaufnahme der wissenschaftlichen Produktionen des Jahres, die bis zum Tod des Autors jedes Jahr veröffentlicht wurde, war sehr erfolgreich und inspirierte mehrere gleichrangige Publikationen.
Um den Mai 1857 herum gehörte er neben Augustin Barral, Henri Lecouturier und Félix Roubaud zu den Gründern einer Vereinigung von Populärwissenschaftlern, dem Cercle de la presse scientifique.
Zudem war er Chefredakteur von La Science illustrée, einer von Adolphe Bitard gegründeten wöchentlichen populärwissenschaftlichen Zeitschrift, an der auch Jules Verne, Louis-Henri Boussenard und Camille Flammarion beteiligt waren.
Figuier veröffentlichte zahlreiche populärwissenschaftliche und historische Werke, darunter La Vie des savants illustres, La Terre avant le déluge und Sammlungen der fünf Bücher Tableau de la nature, Les Merveilles de la science, Les Mystères de la science, Les Merveilles de l’industrie oder L’homme primitif, ein Werk, das in Zusammenarbeit mit dem Illustrator Émile Bayard bei den Franzosen uralte Stereotypen über den prähistorischen Mann und die prähistorische Frau bis ins 20. Jahrhundert hinein vermittelte.
Sein Werk stieß auf große Begeisterung, auch wenn seine Bücher bei weitem nicht den Erfolg von Jules Verne erreichten, jedoch auch auf Kritik, insbesondere von Émile Zola. Figuiers 1871 erschienenes Werk Le Lendemain de la mort, ou la Vie future selon la science wurde durch die römisch-katholische Glaubenskongregation 1873 auf den Index gesetzt. In den 1870er und 1880er Jahren wurde er zum Inbegriff des Populärwissenschaftlers in Frankreich.
Zusammen mit seiner Frau Louise Juliette Figuier geb. Bouscaren, die er am 23. Oktober 1848 in Montpellier heiratete, die in der Revue des deux Mondes Kurzgeschichten und Romane aus dem Languedoc veröffentlichte, versuchte Figuier auch, ein neues Genre zu schaffen, und finanzierte das Théâtre scientifique, eine Reihe von Stücken mit großen Erfindern oder Wissenschaftlern als Helden (Denis Papin, 1882; Keppler ou l’Astrologue et l’Astronomie, 1889), die sich zum Ziel setzten, „das Theater zu regenerieren, indem man es belehrend macht, es zu einem Instrument der Moralisierung und des Fortschritts zu machen“. Dieser Versuch war wenig erfolgreich und brachte ihm zahlreiche scharfe Kritiken ein. Am Ende seines Lebens veröffentlichte er einige philosophisch-wissenschaftliche Bücher über das Leben nach dem Tod. Er wurde auf dem Friedhof Père-Lachaise beigesetzt.

## Schriften
Wissenschaftliche Werke
- Mémoire sur l’origine du sucre contenu dans le foie, et sur l’existence normale du sucre dans le sang de l’homme et des animaux, 1855 in der L’Académie des sciences vorgetragen

Populärwissenschaftliche Werke

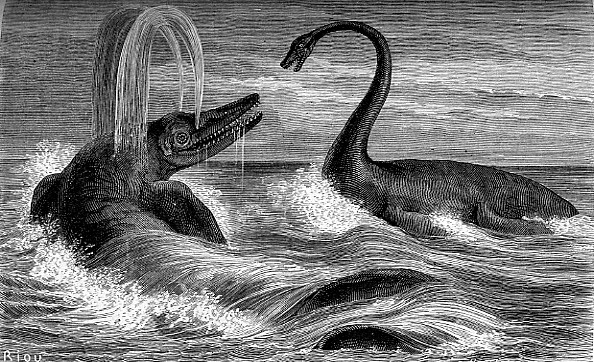
Radierung aus La Terre avant le Déluge (1863) von Édouard Riou

- Histoire des principales découvertes scientifiques modernes, 5. Bände, Delevigne et Callewaert (Bruxelles), 1851–1857. Online-Text verfügbar auf IRIS: Band 1, Band 2, Band 3, Band 4, Band 5.
- Exposition et histoire des principales découvertes scientifiques modernes, 3. Bände, V. Masson : Langlois et Leclercq (Paris), 1855. Online-Text verfügbar auf IRIS: Band 1, Band 2, Band 3.
- L’Année scientifique et industrielle, 1856–1912. Online-Text verfügbar auf Gallica Online-Text verfügbar auf IRIS: 1re année, 8ème année, 9e année, 11e année (1866), 13e année (1868), 14e année (1869), 16e année (1872), 18e année (1874), 22e année (1878), 26e année (1882), 27e année (1883), 29e année (1885), 30e année (1886), 31e année (1887), 32e année (1888), 33e année (1889), 34e année (1890).
- L’Alchimie et les Alchimistes, essai critique sur la philosophie hermétique, 1854 Online-Text der dritten Auflage, 1860
- Les Applications nouvelles de la science à lindustrie et aux arts en 1855. Machine à vapeur, bateaux à vapeur, locomotives, locomobiles, moteurs électriques, horloges électriques, tissage électrique, l'électricité et les chemins de fer, inflammation des mines, photographie, gravure photographique, galvanoplastie, lampes, bougies stéariques, éclairage électrique, chauffage par le gaz, conservation des viandes et des légumes, aluminium., 1856 Online-Text verfügbar auf Gallica
- Histoire du merveilleux dans les temps modernes, 4 Bände, 1859–1862 Band 1 Band 2 Band 3 Band 4
- Les Grandes Inventions anciennes et modernes, dans les sciences, l’industrie et les arts, L. Hachette et Cie (Paris), 1865. Online-Text verfügbar auf Gallica Online-Texte verfügbar auf IRIS
- Le Savant du foyer ou Notions scientifiques sur les objets usuels de la vie, 1862 Online-Text verfügbar auf Gallica
- Les Eaux de Paris, leur passé, leur état présent, leur avenir, 1962 Internet Archive
- La Terre avant le déluge (1863), classé en 1876 dans Tableau de la nature, Online-Text verfügbar auf Gallica Texte en ligne numérisé par IRIS Online-Text digitalisiert vom SCD de l'Université Strasbourg
- La Terre et les mers, ou Description physique du globe, 1863 Online-Text verfügbar auf Gallica
- Histoire des plantes, 1864, classé en 1876 dans Tableau de la nature, Online-Text verfügbar auf Gallica
- Tableau de la nature : La vie et les mœurs des animaux : Zoophytes et mollusques, 1866
- Vies des savants illustres avec l’appréciation sommaire de leurs travaux, 5 Bände, 1866–1870. Band 1: Savants de l'antiquité, 1866, verfügbar auf IRIS; Vies des savants illustres avec l'appréciation sommaire de leurs travaux (Geber, Mesué…), 1867
- Les Merveilles de la science, 6 Bände, 1867–1869 Online-Texte verfügbar auf Gallica: Band 1, Band 2, Band 3, Band 4, Band 5 Band 6; Online-Texte verfügbar auf IRIS: Band 1, Band 2, Band 3, Band 4 (1867–1891) Merveilles de la science, 6 Bände.
- Tableau de la nature: La vie et les mœurs des animaux: Les mammifères, 1869 Online-Text verfügbar auf Gallica
- L’Homme primitif, 1870 (Gallica)
- Le Lendemain de la mort, ou la Vie future selon la science, 1871 (Online-Text der 11. Ausgabe auf Gallica)
- Les Races humaines, 1873 Online-Text verfügbar auf Gallica

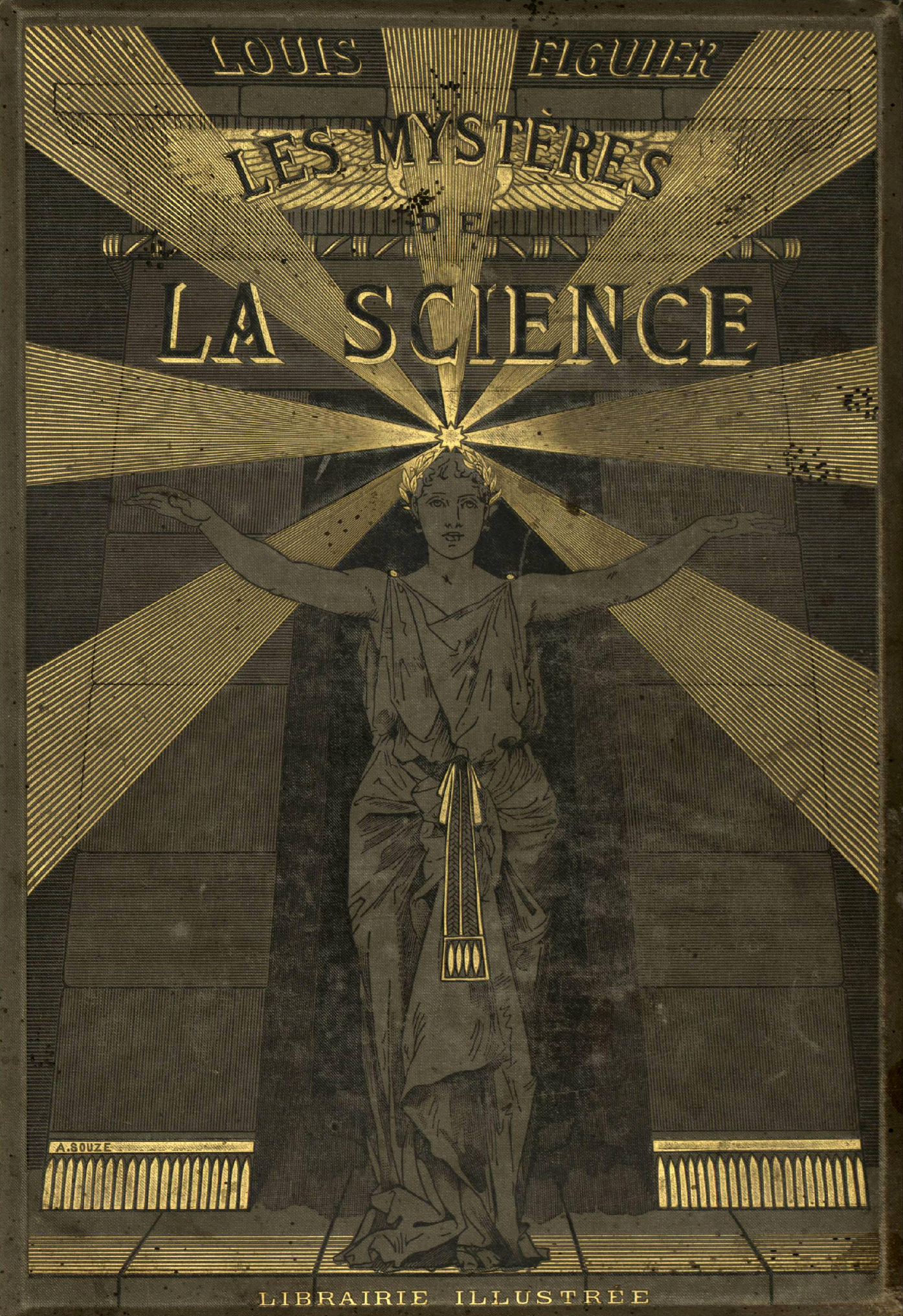
Cover des Werks Mystères de la science von Louis Figuier.

- Les Merveilles de l'industrie, 4 Bände, 1873–1876 Online-Texte verfügbar auf Gallica: Band 1 Band 2 Band 3 Band 4; Online-Texte verfügbar auf IRIS: Band 1, Band 2, Band 3, Band 4.
- Les Six Parties du monde, pièce en cinq actes, 1878
- Scènes et tableaux de la nature, 1879 Online-Text der zwölften Ausgabe, 1920, verfügbar auf Scientifica.
- Les Grandes Inventions modernes dans les sciences, l’industrie et les arts, L. Hachette et Cie (Paris), 1880. Online-Text verfügbar auf IRIS
- Les Aérostats, 1881 Online-Text verfügbar auf Gallica
- L’Art de l’éclairage, 1882 Online-Text verfügbar auf Gallica
- Denis Papin, drame en cinq actes, 1882 Illustration auf Gallica
- Les Nouvelles Conquêtes de la science, 4 Bände, 1883–1885 Band 1 Band 2 Band 3 Band 4
- Le Téléphone, son histoire, sa description, ses usages, 1885
- Connais-toi toi-même: notions de physiologie à l'usage de la jeunesse et des gens du monde, Hachette (Paris), 1886 Online-Text verfügbar auf IRIS
- Les Chemins de fer métropolitains, Londres, New York, Philadelphie, Berlin, Vienne et Paris, 1886
- Les Mystères de la science : aujourd'hui, Librairie illustrée (Paris). Online-Text verfügbar auf IRIS
- Les Mystères de la science : autrefois, Librairie illustrée (Paris). Online-Text verfügbar auf IRIS
- Les Nouvelles Conquêtes de la science, Band 1, [s.n.], Paris. Online-Text verfügbar auf IRIS
- Tableau de la nature: La vie et les mœurs des animaux: Les poissons, les reptiles et les oiseaux, 1888 Online-Text verfügbar auf Gallica
- La Science au théâtre, 2 Bände, 1889
  - Drames : Gutenberg ; Denis Papin.— Kepler, ou l’Astrologie et l’Astronomie.—Les Six parties du monde, Tresse et Stock, 1889. Online-Text verfügbar auf Gallica
  - Comédies : Le Mariage de Franklin.— Le Jardin de Trianon.— Miss Télégraph.— Le Premier voyage aérien.— La République des abeilles.— La Femme avant le déluge.— Le Sang du Turco.— Cherchez la fraise, Tresse et Stock. Online-Text verfügbar auf Gallica
  - Autres comédies: La Forge de Saint-Clair.— Les Manies de M. Lédredon.
- Le Lendemain de la mort ou La vie future selon la science (1889) Online-Text verfügbar auf Gallica
- Les Bonheurs d’outre-tombe, 1892